# Nunataki Zabolotnogo
Die Nunataki Zabolotnogo (englische Transkription von russisch Нунатаки Заболотного Nunataki Sabolotnowo, deutsch ‚Feuchtgebiet-Nunatakker‘) sind eine Gruppe von Nunatakkern im ostantarktischen Königin-Maud-Land. Sie ragen am südlichen Ausläufer der Berrheia in der Balchenfjella des Gebirges Sør Rondane auf.
Russische Wissenschaftler benannten sie.